# Дельфин на монетах Античности
Дельфин (др.-греч. δελφῖνος, δελφίς) — млекопитающее из отряда китов, представленное в греко-римской мифологии как друг людей. Часто изображался на монетах Античности.

## История
Изображение дельфина часто встречается на греческих монетах или как единственное изображение на монете (Мессина и др.), или в качестве декоративного элемента, или с одним из сыновей Посейдона Таром на спине (Тарент и др.), или как эмиссионный знак Аполлона (Дельфы) и др.
Известны литые медные дельфины V—VI вв. до н. э. из Северного Причерноморья (Ольвия), расцениваемые рядом учёных как монеты.